# Dicranomyia (Dicranomyia) simillima
Dicranomyia (Dicranomyia) simillima is een tweevleugelige uit de familie steltmuggen (Limoniidae). De soort komt voor in het Neotropisch gebied.